# 鴨宮車站
鴨宮車站（日语：／ Kamonomiya eki */?）是由東日本旅客鐵道（JR東日本）與日本貨物鐵道（JR貨物）所共用的鐵路車站，位於日本神奈川縣小田原市鴨宮。本站是JR東日本東海道本線沿線的車站，車站編號為JT 15。
本站的客運列車分為東京站起迄系統、經新宿站直通高崎線的湘南新宿線、經東京站與上野站直通宇都宮線或高崎線的上野東京線三種。除了客運業務外，本站在名義上也是JR貨物旗下的貨運站之一，但目前除了偶爾有臨時車攜貨運的收取外，完全沒有任何貨物列車停靠。因本站的貨運業務在1987年日本國鐵分割民營化時早已暫停，但卻因為是否有必要重新再開啟相關業務的計畫不明，而繼續保留作為JR貨物的車站資格。但自1970年西湘貨物車站啟用之後，本站的貨運相關業務就已移轉至後者。
在車站周圍的鴨宮商店街上，立有一標示「新幹線發源地」的石碑，以紀念曾經在這裡所設置的鴨宮車輛基地。鴨宮車輛基地是鴨宮示範線的運作基地，該路線是新幹線實際建成通車之前，作為測試用途的綜合實驗路線。

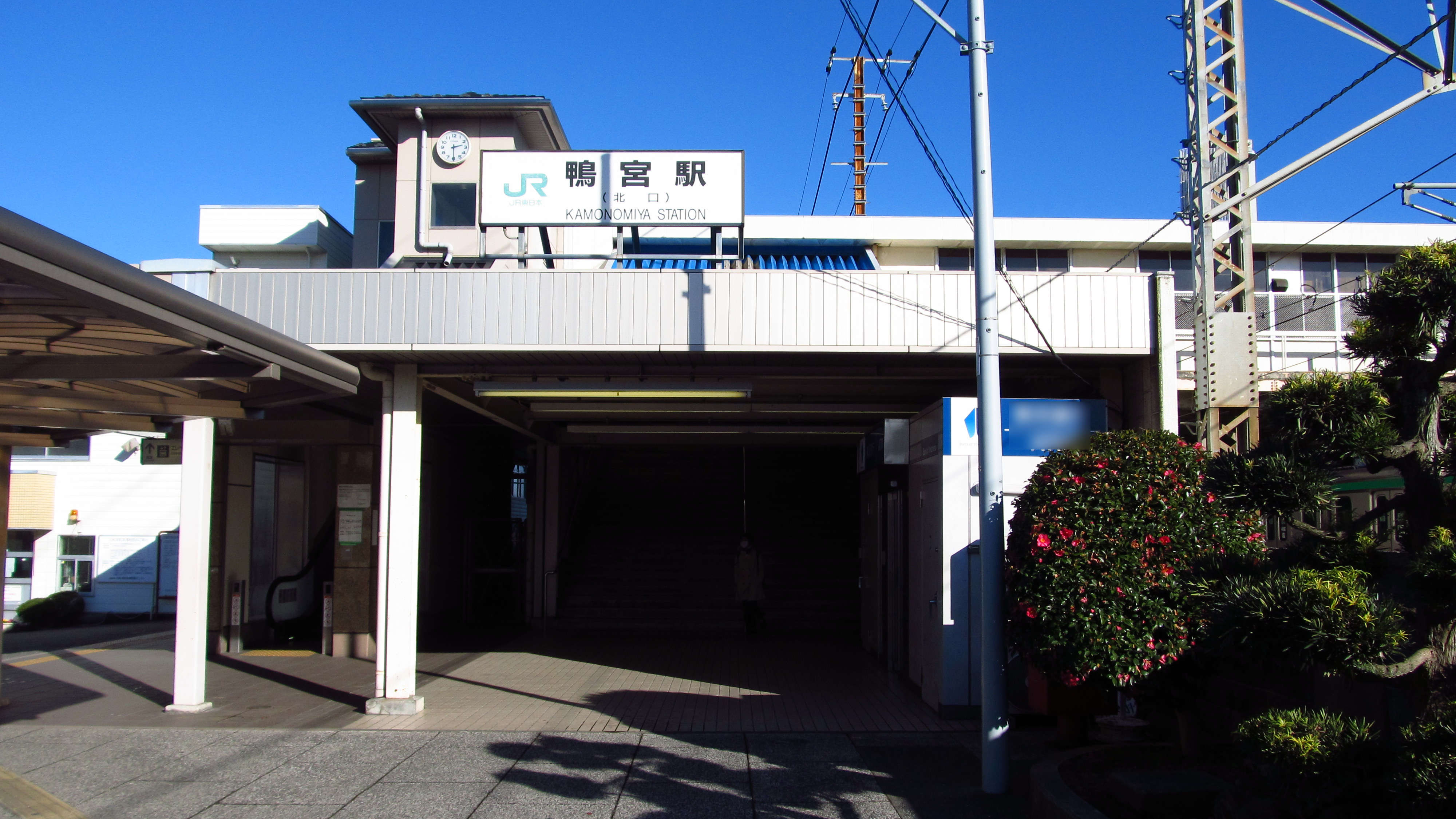
北口(2018年1月)

## 歷史
- 1920年（大正9年）10月21日：國有鐵道熱海線酒匂川信號所開設。
- 1922年（大正11年）4月1日：改稱酒匂川信號場。
- 1923年（大正12年）6月1日：酒匂川信號場升格為鴨宮站[2]。

。
- 1934年（昭和9年）12月1日：劃屬東海道本線。
- 1970年（昭和45年）5月20日：貨物業務轉由西湘貨物站（日语：西湘貨物駅）側線處理（平塚站同形態）。車站南側有通用石油的專用線，1994年左右廢除。
- 1972年（昭和47年）3月15日：行李業務廢除。
- 1976年（昭和51年）7月：跨站式站房完成。
- 1979年（昭和54年）10月1日：大船 - 小田原間複複線化（東海道貨物線）。
- 1987年（昭和62年）
  - 3月31日：恢復貨物業務。
  - 4月1日：國鐵分割民營化，本站為東日本旅客鐵道、日本貨物鐵道車站。
- 2001年（平成13年）11月18日：IC卡「Suica」啟用。
- 2014年（平成26年）5月30日：綠色窗口結束營業。

## 車站構造

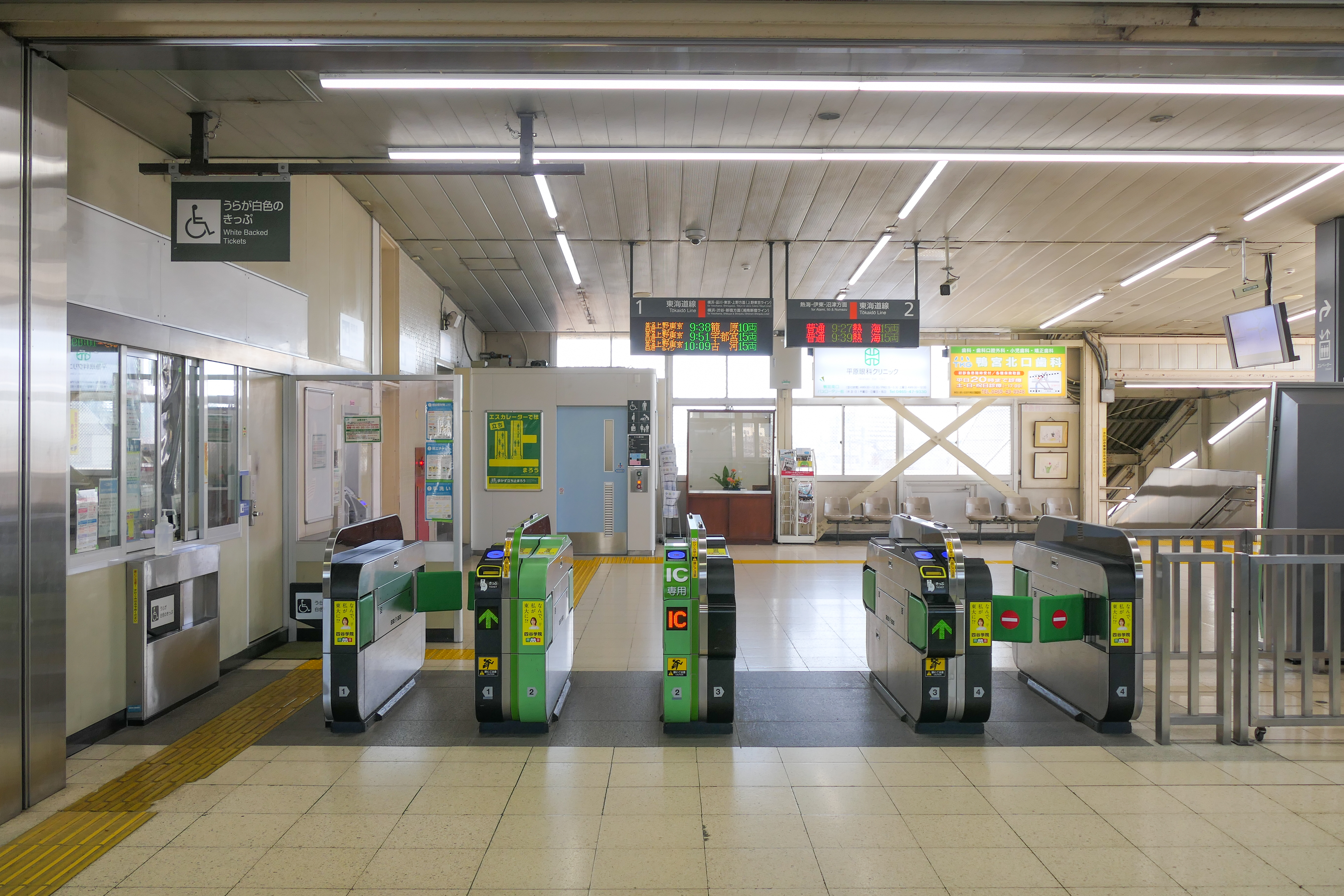
驗票口(2023年4月)

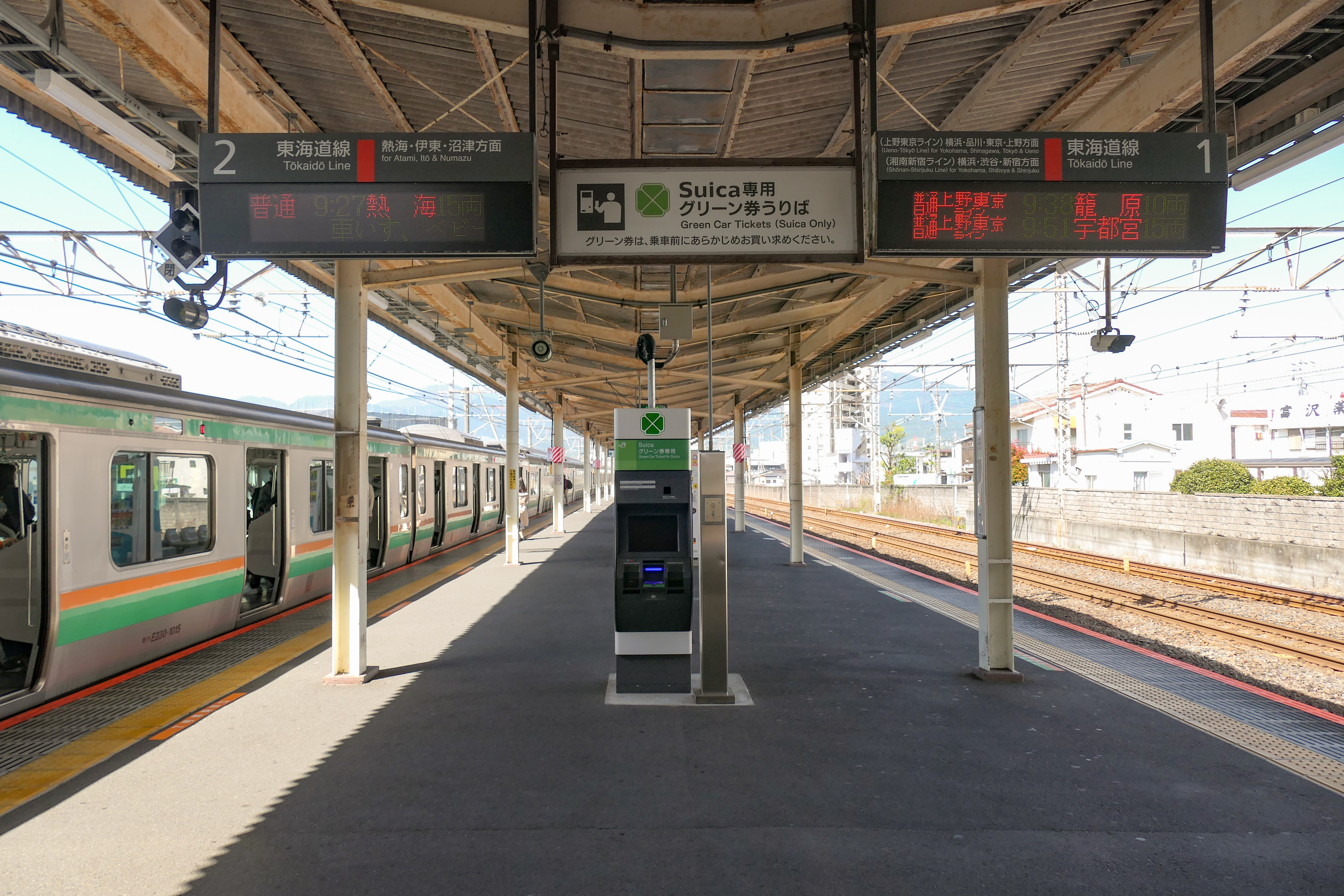
1號與2號月台(2023年4月)

本站是設有一座島式月台與兩條乘車線的地面車站，車站建築採跨線式站房（橋上車站）的設計。南口、北口、月台皆有上行電扶梯與電梯。本站為小田原站管理之業務委託站（委託給JR東日本車站服務。營業時間外的遠距服務由國府津站實行）。站內設有自動驗票閘門、指定席售票機、短距離自動售票機。

### 月台配置
| 月台 | 路線     | 方向 | 目的地                                                              |
| ---- | -------- | ---- | ------------------------------------------------------------------- |
| 1    | 東海道線 | 上行 | 橫濱、品川、東京、上野、澀谷、新宿方向 （上野東京線）（湘南新宿線） |
| 2    | 東海道線 | 下行 | 小田原、熱海、伊東、沼津方向                                        |

（來源：JR東日本:車站構內圖 （页面存档备份，存于））

### 貨運業務
2009年現在僅剩臨時車載貨物業務，沒有貨物列車停靠。自1970年，有貨物側線連通本站的西湘貨物站開業後，本站就取消了貨物列車停靠，不過在1994年以前還保有通用石油油槽所的貨物處理業務。

## 使用情況
2019年（令和元年）度1日平均上車人次為12,432人。
近年的推移如下表。
| 年度               | 1日平均 上車人次 | 來源     |
| ------------------ | ---------------- | -------- |
| 1995年（平成07年） | 11,834           | [ * 1 ]  |
| 1998年（平成10年） | 11,425           | [ * 2 ]  |
| 1999年（平成11年） | 11,290           | [ * 3 ]  |
| 2000年（平成12年） | 11,705           | [ * 3 ]  |
| 2001年（平成13年） | 11,783           | [ * 4 ]  |
| 2002年（平成14年） | 11,792           | [ * 5 ]  |
| 2003年（平成15年） | 12,056           | [ * 6 ]  |
| 2004年（平成16年） | 12,019           | [ * 7 ]  |
| 2005年（平成17年） | 12,122           | [ * 8 ]  |
| 2006年（平成18年） | 12,372           | [ * 9 ]  |
| 2007年（平成19年） | 12,631           | [ * 10 ] |
| 2008年（平成20年） | 12,678           | [ * 11 ] |
| 2009年（平成21年） | 12,556           | [ * 12 ] |
| 2010年（平成22年） | 12,593           | [ * 13 ] |
| 2011年（平成23年） | 12,525           | [ * 14 ] |
| 2012年（平成24年） | 12,671           | [ * 15 ] |
| 2013年（平成25年） | 12,982           | [ * 16 ] |
| 2014年（平成26年） | 12,734           | [ * 17 ] |
| 2015年（平成27年） | 12,851           | [ * 18 ] |
| 2016年（平成28年） | 12,658           | [ * 19 ] |
| 2017年（平成29年） | 12,735           |          |
| 2018年（平成30年） | 12,588           |          |
| 2019年（令和元年） | 12,432           |          |

## 車站周邊

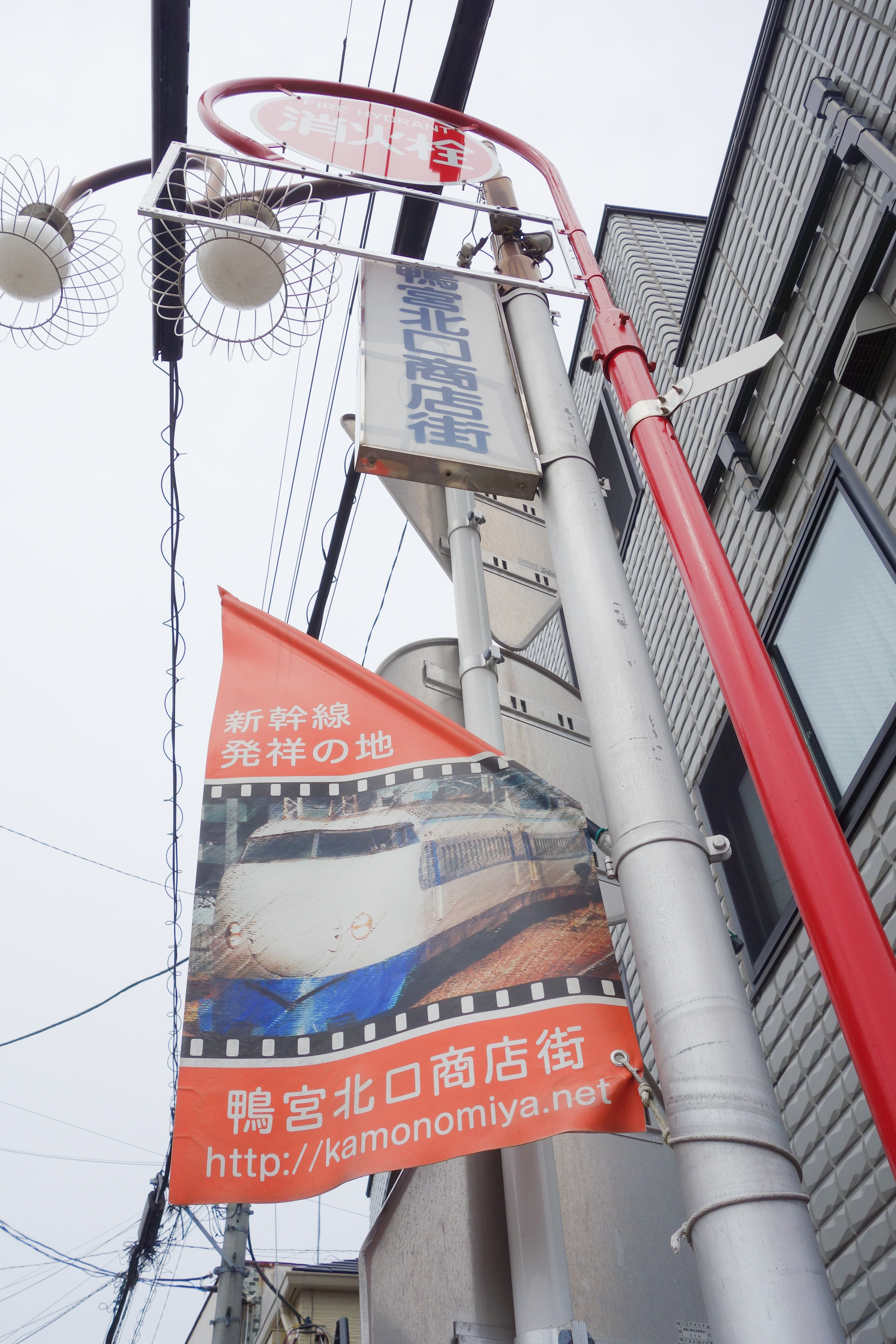
鴨宮北口商店街

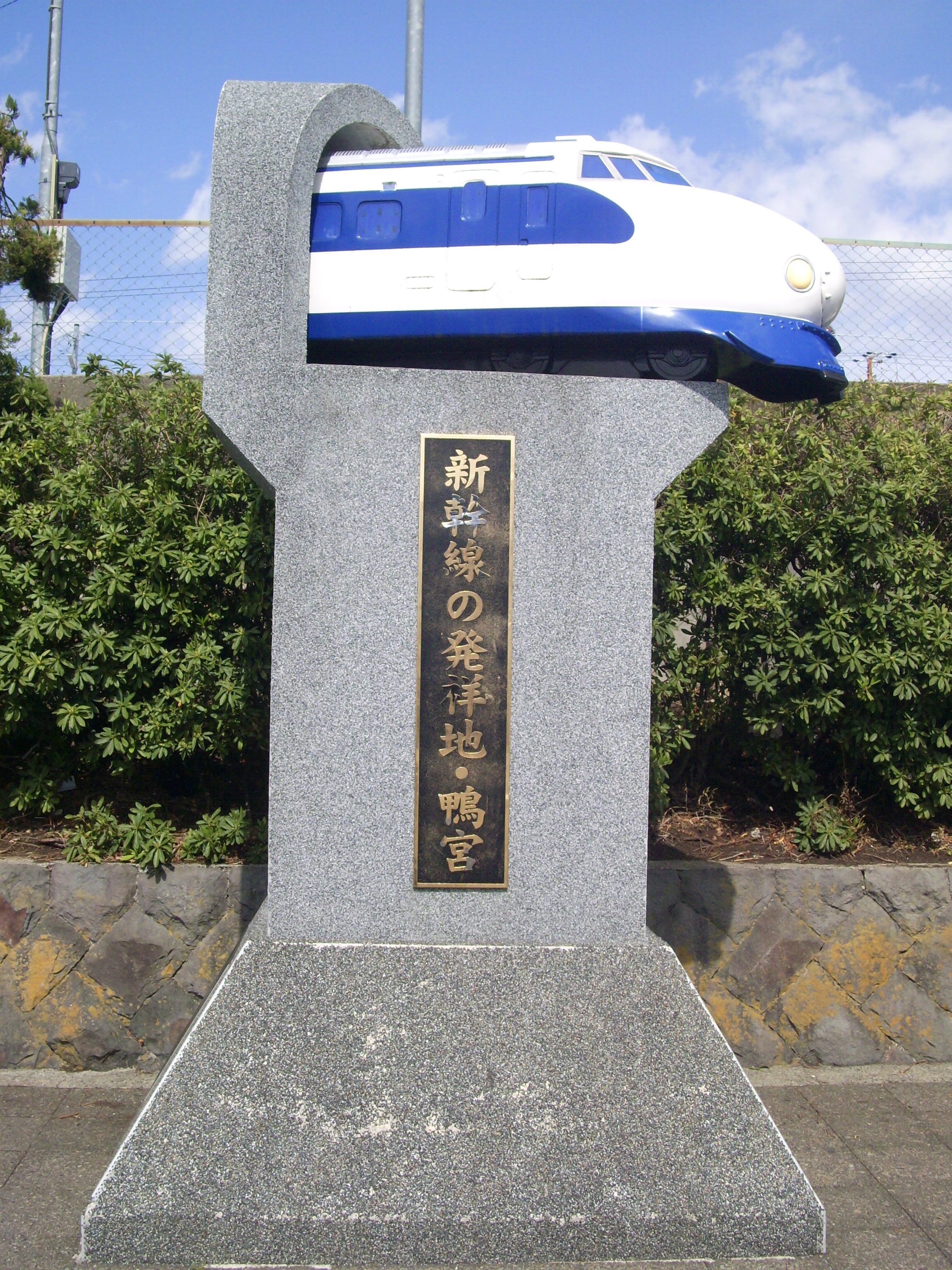
南口「新幹線發源地・鴨宮」紀念碑

由於是東海道新幹線示範線鴨宮基地的所在地，因此地方居民在本站南口側設立「新幹線發源地・鴨宮」紀念碑。另外，本站往小田原側700公尺處的新幹線側可見（35°16′24.5″N 139°10′20.5″E / 35.273472°N 139.172361°E 付近）日本國有鐵道（國鐵）「新幹線發源之地」銘板。
過去本地的竹尺製造興盛，因此周邊存在數間測量儀器公司。
跨站式站房完成後新設南口，並將北口的路線巴士移往南口。公共設施也多集中於南側。最近鴨宮北口商店街因「新幹線發源地」而人氣上升。

### 北口
- 鴨宮北口商店街
- 山田電機鴨宮店
- YAOMASA（日语：ヤオマサ）鴨宮店
- JA神奈川西湘本店
- Dynacity（日语：ダイナシティ (ショッピングセンター)）
  - 伊藤洋華堂小田原店
  - 西武百貨店小田原店
  - TOHO CINEMAS（日语：TOHOシネマズ）
- 小田原鴨宮郵便局
- 橫濱銀行鴨宮支店
- 小田原市消防本部（日语：小田原市消防本部）
- 小田原市川東Town Center Marronnier
- 小田原市立鴨宮中學校（日语：小田原市立鴨宮中学校）
- 小田原市立下府中小學校（日语：小田原市立下府中小学校）
- 小田原市立矢作小學校
- 昱科環球儲存小田原事業所
- 明治製菓小田原工場
- 獅王小田原工場
- 第一三共小田原工場
- 賀茂神社

### 南口
- 「新幹線發源地・鴨宮」之碑
- 鴨宮商店街
- York Mart（日语：ヨークマート）鴨宮店
- 鴨宮站前郵便局
- 酒匂郵便局
- 湘南鴨宮自動車學校
- 神奈川衛生學園專門學校
- 小田原市立海鷗圖書館
- 小田原市立富士見小學校（日语：小田原市立富士見小学校）
- 小田原市保健中心
- 神奈川縣立西湘高等學校（日语：神奈川県立西湘高等学校）
- 神奈川縣西湘地區體育中心
- 國立印刷局小田原工場
- ケイミュー小田原工場
- 財團法人鹽事業中心（日语：塩事業センター）海水綜合研究所
- P.S.三菱（日语：ピーエス三菱）技術研究所
- 酒匂川

## 巴士路線
鴨宮站（南口）
- 箱根登山巴士
  - 1號乘車處
    - 往國府津站（經矢作）
    - 往國府津站（經巡禮街道） ※ 平日早晨傍晚與週六早晨
    - Dynacity（日语：ダイナシティ (ショッピングセンター)）

  - 2號乘車處
    - 小田原站（經山王）
    - 小田原站（經矢作、中堀） ※ 平日1班
    - 城東車庫前 ※ 週六日僅夜間
    - Korona World
    - 經Korona World往Dynacity

## 相鄰車站
東日本旅客鐵道
 東海道線
■快速「ACTY」（東京方向起訖）、■特別快速（經湘南新宿線）
通過
■普通（東京方向起訖）、■快速（經湘南新宿線，下行列車自戶塚站起普通）
國府津（JT 14）－鴨宮（JT 15）－小田原（JT 16）

### 使用情況
JR東日本2000年度以後上車人次
1. ↑  各駅の乗車人員（2000年度） （页面存档备份，存于） - JR東日本
2. ↑  各駅の乗車人員（2001年度） （页面存档备份，存于） - JR東日本
3. ↑  各駅の乗車人員（2002年度） （页面存档备份，存于） - JR東日本
4. ↑  各駅の乗車人員（2003年度） （页面存档备份，存于） - JR東日本
5. ↑  各駅の乗車人員（2004年度） （页面存档备份，存于） - JR東日本
6. ↑  各駅の乗車人員（2005年度） （页面存档备份，存于） - JR東日本
7. ↑  各駅の乗車人員（2006年度） （页面存档备份，存于） - JR東日本
8. ↑  各駅の乗車人員（2007年度） （页面存档备份，存于） - JR東日本
9. ↑  各駅の乗車人員（2008年度） （页面存档备份，存于） - JR東日本
10. ↑  各駅の乗車人員（2009年度） （页面存档备份，存于） - JR東日本
11. ↑  各駅の乗車人員（2010年度） （页面存档备份，存于） - JR東日本
12. ↑  各駅の乗車人員（2011年度） （页面存档备份，存于） - JR東日本
13. ↑  各駅の乗車人員（2012年度） （页面存档备份，存于） - JR東日本
14. ↑  各駅の乗車人員（2013年度） （页面存档备份，存于） - JR東日本
15. ↑  各駅の乗車人員（2014年度） （页面存档备份，存于） - JR東日本
16. ↑  各駅の乗車人員（2015年度） （页面存档备份，存于） - JR東日本
17. ↑  各駅の乗車人員（2016年度） （页面存档备份，存于） - JR東日本
18. ↑  各駅の乗車人員（2017年度） （页面存档备份，存于） - JR東日本
19. ↑  各駅の乗車人員（2018年度） （页面存档备份，存于） - JR東日本
20. ↑  各駅の乗車人員（2019年度） （页面存档备份，存于） - JR東日本

神奈川縣縣勢要覽
1. ↑  線区別駅別乗車人員（1日平均）の推移PDF - 17ページ
2. ↑  神奈川県県勢要覧（平成12年度）- 220ページ
3. 1 2  神奈川県県勢要覧（平成13年度）PDF - 222ページ
4. ↑  神奈川県県勢要覧（平成14年度）PDF - 220ページ
5. ↑  神奈川県県勢要覧（平成15年度）PDF - 220ページ
6. ↑  神奈川県県勢要覧（平成16年度）PDF - 220ページ
7. ↑  神奈川県県勢要覧（平成17年度）PDF - 222ページ
8. ↑  神奈川県県勢要覧（平成18年度）PDF - 222ページ
9. ↑  神奈川県県勢要覧（平成19年度）PDF - 224ページ
10. ↑  神奈川県県勢要覧（平成20年度）PDF - 228ページ
11. ↑  神奈川県県勢要覧（平成21年度）PDF - 238ページ
12. ↑  神奈川県県勢要覧（平成22年度）PDF - 236ページ
13. ↑  神奈川県県勢要覧（平成23年度）PDF - 236ページ
14. ↑  神奈川県県勢要覧（平成24年度）PDF - 232ページ
15. ↑  神奈川県県勢要覧（平成25年度）PDF - 234ページ
16. ↑  神奈川県県勢要覧（平成26年度）PDF - 236ページ
17. ↑  神奈川県県勢要覧（平成27年度）PDF - 236ページ
18. ↑  神奈川県県勢要覧（平成28年度）PDF - 244ページ
19. ↑  神奈川県県勢要覧（平成29年度）PDF - 236ページ

## 外部連結
- 車站資訊（鴨宮）：東日本旅客鐵道